# Busy Bodies
Băieții la treabă (în engleză Busy Bodies) este un film de comedie cu Stan și Bran, lansat în 1933. El are o durată de 20 minute și era format din două role. Filmul a fost regizat de Lloyd French, produs de Hal Roach și distribuit de Metro-Goldwyn-Mayer. 

## Rezumat
În sfârșit, Stan și Bran au găsit de lucru la un atelier de tâmplărie si merg la muncă voioși și entuziasmați de soarele de dimineață … din fericire pentru noi, nu va fi o zi de lucru obișnuită, ba chiar va fi ultima lor zi de muncă, mai ales că mașina lor va fi efectiv tăiată în două din greșeală.

## Distribuție
- Stan Laurel - el-însuși (Stan)
- Oliver Hardy - el-însuși (Bran)
- Dick Gilbert - lopătar (necreditat)
- Charlie Hall - lucrător la mazagin (necreditat)
- Tiny Sandford - lucrător la mazagin (necreditat)
- Jack Hill - lucrător la mazagin (necreditat)
- Charley Young - lucrător la mazagin (necreditat)